# Alexander Wussow
Alexander Wussow, auch Sascha Wussow (* 6. Oktober 1964 in Wien), ist ein österreichischer Schauspieler, Hörbuchsprecher und Maler.

## Leben
Alexander „Sascha“ Wussows Eltern sind die Schauspieler Klausjürgen Wussow und Ida Krottendorf, seine Schwester ist die Schauspielerin Barbara Wussow.
In Wien absolvierte er eine Schauspielausbildung an der Schauspielschule Krauss und nahm gleichzeitig Tanz- und Gesangsunterricht. Danach spielte er einige Zeit am Theater in der Josefstadt in Wien, später auch am Berliner Renaissancetheater unter dem Regisseur Gerhard Klingenberg. 1995 gab Wussow die Festanstellungen an den Theatern auf und ist seitdem freier Schauspieler.
Wussow ist Maler und hat seit 1995 ein eigenes Atelier in seiner Geburtsstadt. Mit seinen Werken nahm er an einigen Ausstellungen teil. Zudem lieh er diversen Hörbuch-Versionen der Werke von Nicholas Sparks und Silke Ramelow seine Stimme. 2008 spielte er bei den Karl-May-Spielen in Bad Segeberg Old Firehand.
Wie seine Schwester Barbara engagiert sich auch Alexander Wussow als Botschafter für die Deutsche Kinderkrebsnachsorge – Stiftung für das chronisch kranke Kind in Villingen-Schwenningen. Die Stiftung wurde 1990 unter anderem von deren Vater Klausjürgen Wussow gegründet und setzt sich für Familien mit schwerkranken Kindern ein.
Im Dezember 2017 heiratete er seine Lebensgefährtin und Managerin Andrea Mostler, mit der er seit Mai 2017 verlobt war.
Seit 2019 ist er Mitglied im Beirat der IVQS Stiftung – gegen Altersarmut bei Schauspielern.

## Filmografie (Auswahl)
- 1982: Die Erben
- 1985: Die Schwarzwaldklinik (Fernsehserie, Folge 1x10)
- 1987–1990: Das Erbe der Guldenburgs (Fernsehserie, 23 Folgen)
- 1989: Ein Heim für Tiere (Fernsehserie, Folge 5x03)
- 1990: Die Kaffeehaus-Clique
- 1992: Mallorca – Liebe inbegriffen
- 1993: Mein Freund, der Lipizzaner
- 1996: Der Bockerer II – Österreich ist frei
- 1996: Rosamunde Pilcher – Lichterspiele
- 1997: Parkhotel Stern (Fernsehserie, Folge 2x19)
- 1997: Forsthaus Falkenau (Fernsehserie, Folge 8x06)
- 1998: Eine Lüge zuviel
- 1998: Dr. Sommerfeld – Neues vom Bülowbogen (Fernsehserie, Folge 2x01)
- 1998–2001: Schlosshotel Orth (Fernsehserie, 48 Folgen)
- 2000: Der Bockerer III – Die Brücke von Andau
- 2001: Sommer und Bolten: Gute Ärzte, keine Engel (Fernsehserie, Folge 1x05)
- 2001: Alle meine Töchter (Fernsehserie, 21 Folgen)
- 2001: Eine Insel zum Träumen – Koh Samui
- 2001: Rosamunde Pilcher – Blumen im Regen
- 2002: Das Traumschiff – Chile und die Osterinseln
- 2003: Der Bockerer IV – Prager Frühling
- 2003: Mein Mann, mein Leben und du
- 2003: Das Traumschiff – Südsee
- 2004: Der Ferienarzt (Fernsehserie, Folge 1x01)
- 2004: Rosamunde Pilcher – Dem Himmel so nah
- 2005: Die Schwarzwaldklinik – Die nächste Generation
- 2005: Die Schwarzwaldklinik – Neue Zeiten
- 2005: Wink des Himmels
- 2006: M.E.T.R.O. – Ein Team auf Leben und Tod (Fernsehserie, Folge 1x03)
- 2007: Im Tal der wilden Rosen – Im Herzen der Wahrheit
- 2008: Kreuzfahrt ins Glück – Hochzeitsreise nach Arizona
- 2008: Im Tal der wilden Rosen – Fluss der Liebe
- 2011: Das Traumhotel – Brasilien
- 2012: Heimkehr mit Hindernissen
- 2016: SOKO Stuttgart (Fernsehserie, Folge Rendezvous mit dem Tod)

## Hörbücher (Auswahl)
- 2018: Nicholas Sparks: Wo wir uns finden, Random House Audio, ISBN 978-3-8371-4307-2 (Hörbuch-Download, ungekürzt)
- 2021: Nicholas Sparks: Mein letzter Wunsch, Random House Audio, ISBN 978-3-8371-5689-8
- 2022: Nicholas Sparks: Im Traum bin ich bei dir, Random House Audio, ISBN 978-3-8371-6046-8 (Hörbuch-Download, ungekürzt)